# فرودگاه بین‌المللی گریتر سوت‌وست
فرودگاه بین‌المللی گریتر سوت‌وست (به انگلیسی: Greater Southwest International Airport) یک فرودگاه همگانی است که یک باند فرود بتن دارد و طول باند آن ۲۵۷۹ متر است. این فرودگاه در کشور ایالات متحده آمریکا قرار دارد و در ارتفاع ۱۷۳ متری از سطح دریا واقع شده‌است.